# منطقه تان سن
منطقه تان سن (به لاتین: Tân Sơn District) یک منطقهٔ مسکونی در ویتنام است که در شمال شرقی ویتنام واقع شده‌است.